# Labéjan
Labéjan är en kommun i departementet Gers i regionen Occitanien i sydvästra Frankrike. Kommunen ligger i kantonen Mirande som tillhör arrondissementet Mirande. År 2022 hade Labéjan 291 invånare.

## Befolkningsutveckling
Antalet invånare i kommunen Labéjan
Referens:INSEE